# Jess Park
Jessica Park (Inglaterra, 21 de octubre de 2001) es una futbolista inglesa. Juega como delantera en el Manchester City de la Women's Super League de Inglaterra. Es internacional con la selección de Inglaterra.

## Trayectoria
Park debutó con el Manchester City en diciembre de 2017, con una victoria por 3-2 sobre el Doncaster Belles en la FA Women's League Cup. En junio de 2022, firmó un contrato con el club hasta 2026, tras lo cual declaró: «Este es mi club». Un mes más tarde, se anunció que pasaría la temporada 2022-23 cedida en el Everton.

## Selección nacional
El 27 de septiembre de 2022, Park recibió su primera convocatoria a la selección absoluta de Inglaterra de cara a los amistosos contra Estados Unidos y República Checa. Sin embargo su debut llegó el 11 de noviembre del mismo año cuando entró como substituta en el minuto 89 durante un amistoso contra Japón. A poco más de un minuto de su ingreso, marcó su primer gol internacional sellando el 4-0 definitivo a favor de su país.

## Estadísticas

### Clubes
| Club             | País       | Año             |
| ---------------- | ---------- | --------------- |
| Manchester City  | Inglaterra | 2017 - 2022     |
| Everton (cedida) | Inglaterra | 2022 - 2023     |
| Manchester City  | Inglaterra | 2023 - presente |

## Palmarés

### Títulos nacionales
| Título                | Club            | País       | Año     |
| --------------------- | --------------- | ---------- | ------- |
| FA Women's League Cup | Manchester City | Inglaterra | 2018-19 |
| Women's FA Cup        | Manchester City | Inglaterra | 2019-20 |
| FA Women's League Cup | Manchester City | Inglaterra | 2021-22 |

### Títulos internacionales
| Título               | Equipo     | Sede       | Año  |
| -------------------- | ---------- | ---------- | ---- |
| Finalissima Femenina | Inglaterra | Inglaterra | 2023 |
| Eurocopa Femenina    | Inglaterra | Suiza      | 2025 |

### Distinciones individuales
| Distinción                               | Año     |
| ---------------------------------------- | ------- |
| Mejor Once del Campeonato Europeo Sub-17 | 2017-18 |